# Marie de Bulgarie
Ne doit pas être confondu avec Marie Keratsa de Bulgarie.
Marie de Bulgarie (morte après 1081), protovestiaria, était l’épouse du protovestiarios et domestikos ton scholon Andronic Doukas et la mère d’Irène Doukas.

## Biographie
Marie était la fille de Troijan de Bulgarie (né vers 990 à Ohrid (Bulgarie), prince à la cour de Byzance et mort à Constantinople en 1038) et de Konstostephane Aballantia (née vers 1003 à Ohrid , morte à Constantinople). Elle était la petite-fille d’Ivan (ou Jean) Vladislav de Bulgarie qui dut faire soumission à Basile II en 1018.
Elle épousa Andronic Doukas à une date inconnue mais antérieure à 1066. Son époux était le fils du césar Jean Doukas, un des principaux acteurs de la politique byzantine de l’époque, et d’Irène Pélagonitissa. Il était également neveu de Constantin X et cousin germain de Michel VII.
La longue guerre qui opposa l’empire bulgare de Samuel Ier à l’Empire byzantin de Basile II de 980 à 1018 fut marquée dans un premier temps par une expansion de l’Empire bulgare, puis par l’avancée de Basile II qui vainquit ses ennemis à la bataille de la Passe de Kleidion en 1014. Pendant les quatre années qui suivirent, Basile consolida son avance facilitée par la guerre civile mettant aux prises les successeurs de Samuel, et ce jusqu’à la prise de Dyrrachium en 1018 et la reddition d'Ivan Vladislav. Basile fit ensuite tout ce qui était en son pouvoir pour faciliter l’intégration de l’ancien empire rival dans l’Empire byzantin : il autorisa ses nouveaux sujets à payer leur impôt en nature, l’Église bulgare, si elle perdit son patriarcat, demeura autocéphale, et Basile attira les derniers grands nobles bulgares par l’octroi de titres et de dignités,. Faisant partie des derniers descendants de la Maison des Comitopouloï de Bulgarie, Marie alla vivre à Constantinople où elle épousa le protoproedros, protovestiarios et megas domestikos Andronic Doukas, pendant que ses filles Irène et Anne épousaient, l’une Alexis Comnène, l’autre Georges Paléologue, ce qui contribua à établir la légitimité de l’autorité byzantine sur la Bulgarie tout en réduisant l’influence de la grande noblesse d’Asie Mineure,.
Marie devint veuve en 1077, son mari, Andronic Doukas, étant mort d’un œdème à la suite de son emprisonnement par les rebelles de Roussel de Bailleul. Toutefois, elle habitait encore Constantinople en 1081 puisqu’elle fut reléguée avec sa fille Irène, pourtant épouse légitime de l’empereur, ainsi que les sœurs de celle-ci, dans un palais en contrebas du complexe des Manganes alors qu’Alexis s’installait avec Marie d'Alanie, précédemment épouse de Michel VII puis de Nicéphore III (que sa mère poussait à épouser à son tour) dans le palais plus prestigieux du Boucoléon,. Toutefois, elle disparaît par la suite des textes et ne dut guère jouer un rôle important à la cour après que sa fille eut été couronnée une semaine plus tard impératrice légitime, sinon Anne Comnène, qui traite abondamment du rôle joué par les femmes dans l’entourage d’Alexis, aurait certainement tracé d’elle un portrait comme elle le fit pour la toute puissante mère de l’empereur, Anne Dalassène, l’impératrice Marie d’Alanie, Irène Doukas et Anne Comnène elle-même. On croit généralement qu’elle choisit plutôt de quitter la cour impériale pour aller vivre sur ses terres du lac d’Ohrid.

## Famille et descendance
Marie de Bulgarie et Andronic Doukas eurent quatre fils et trois filles :
- Michel Doukas, protostrator, général dans l’armée d’Alexis Ier. Après plusieurs défaites, il devait participer en 1091 à la victoire finale sur les Pétchénègues à la bataille de Levounion[13],[14],[15] ;
- Constantin Doukas, sébaste[16] ;
- Ètienne Doukas, sébaste[12] ;
- Jean Doukas[17], militaire, d’abord gouverneur de Dyrrhachium, puis megas doux. Il libéra la mer Égée de la flotte turque de l’émir Tzachas et reconquit la majeure partie de la côte occidentale de l’Anatolie pour Byzance ;
- Irène Doukas[18] (féminin Doukaina), qui épousa l’empereur Alexis Comnène ;
- Anne Doukaina[12], qui épousa Georges Paléologue ;
- Théodora Doukaina, qui devint religieuse[19].